# Реварсареа (Тулћа)
Реварсареа (рум. Revărsarea) насеље је у Румунији у округу Тулћа у општини Исакча. Oпштина се налази на надморској висини од 16 m.

## Становништво
Према подацима из 2002. године у насељу је живело 563 становника, од којих су сви румунске националности.